# Jardín zoológico de Lyon
El zoo de Lyon es un zoológico situado en el parque de la Tête d'Or en Lyon, Francia. El zoológico, que se fundó en 1858 en el parque, tiene una extensión de 10 hectáreas y cuenta con aproximadamente 400 animales. Colabora con la Escuela Nacional de Veterinaria de Lyon, y la entrada es gratis
Es miembro de la Asociación Europea de Zoos y Acuarios (EAZA).

## Historia
Creado en 1858 por el prefecto (y alcalde 1852-1905), Claude-Marius Vaïsse el parque zoológico al principio solo contenía una oferta de vocación pedagógica que seguía las directrices dadas por el Estado. El acceso es libre desde el principio y continúa siendo así hoy en día. Un alojamiento de animales silvestres se realizó de una manera lenta al principio: se ofrecieron los oseznos en 1865 y se les construyó su primera jaula. Después añadieron a los gamos en el parque. 
Poco a poco, se fueron multiplicando los acondicionamientos pare recibir nuevos animales, los cuales estaban expuestos en la exposición universal de 1872 en el parque, y que habían sido dejados por sus propietarios. 
Tras el final del contrato de arrendamiento de la finca Lambert en 1874, los animales exóticos se introdujeron en el espacio, lo que constituyó el comienzo de un zoológico. A lo largo del tiempo, la granja se ha convertido en un edificio administrativo. El zoológico acoge ahora animales procedentes del mundo entero. Cubre más de 6 hectáreas e incluye varios cientos de animales, entre ellos varias centenas de mamíferos, de los cuales algunos muy grandes, algunos son muy raros, como el león del Atlas, extinto en estado salvaje desde 1922.
- 1858 granja Lambert y sus ciervos.
- 1865 donación de cachorros.
- 1872 donaciones de animales de la Exposición Universal.
- 1.880 científicos alrededor del Prof. Lortet Decano de Medicina recibieron la responsabilidad de cuidar estos animales.
- 1894 construcción del pabellón de cocodrilos.
- 1902 construcción de la vaquería de Tony Garnier.
- 1910 la dirección se confía a un veterinario.
- a partir de 1955, el parque fue reformado y los antiguos pabellones de arquitectura en ruinas se destruyeron.
- 1955 construcción de la rocalla de las aves acuáticas.
- 1962 la restauración de la fosa que rodea el parque de los ciervos.
- 1964 nuevo recinto para elefantes.
- 1965 nueva rotonda de monos y pájaros.
- 1968 Pabellón de jirafas.
- 1970 edificio de zorros, revisado en 1988.
- 1975 nueva jaula de fieras y la galería de serpientes. Esta galería permanecerá cerrada al público en 2001 por el incumplimiento de las normas de seguridad de lugares expuestos al público.
- 1994 Lugar para osos organizada en 2002, situado hacia el recinto de elefantes.
- 1997 adopción de una "carta de uso" en 1997.
- 1999 creación del documento de referencia para la renovación,
  - para la conservación de especies en peligro de extinción
  - enriquecer el entorno de vida de los animales
  - la educación pública
  - la investigación científica.
- En octubre de 2006, para la reestructuración completa del zoológico, el parque inauguró la "llanura de África"[3] donde paisajistas y arquitectos respetaron la visibilidad requerida por el público, respetando a los animales adaptando el cercado a la decoración.
- El 14 de agosto de 2012, la muerte del elefante Java, del parque Tête d'Or.[4]

## El Parque
El grupo de ciervos en su parque histórico en un área de 2 hectáreas es el resultado de una veintena de progenitores, introducidos a la creación del parque zoológico en 1858. 
La llanura de África se divide en partes comunicadas además de un cercado. Es un espacio donde 130 animales diferentes - algunos pertenecientes a especies raras y protegidas - conviven libremente en 2,5 hectáreas.
- La parte sabana, donde podemos encontrar entre otros watusis, pintadas y grúas coronadas, es la más extensa.
- Se comunica con la parte reservada a las jirafas, donde la "jiraferia" llama la atención con su interesante arquitectura.
- Un lugar húmedo es el hogar de muchas especies de aves, incluyendo pelícanos, flamencos s y lemuridos en una isla.
- En el extremo oriental de la llanura, un pabellón que pone a cubierto antílopes, así como algunos cercados arenosos donde habitan las mangostas amarillas, los puercoespín, los gatos de arena y las tortugas terrestres.
- El cercado intermedio histórico de estilo rococó de los cocodrilos esta en el Sur.

Otros espacios próximos a la "llanura africana" acogen leopardos del Amur y leones.
Las serpientes ya no se exhiben en su galería. El 2 de diciembre de 1981 fueron acogidas 25 anacondas en el parque.
Al este del parque, en el extremo de la finca Lambert, se creó un espacio para acoger tortugas de América, abandonadas por sus antiguos propietarios. 
La primera jaula para osos se conserva como monumento histórico.

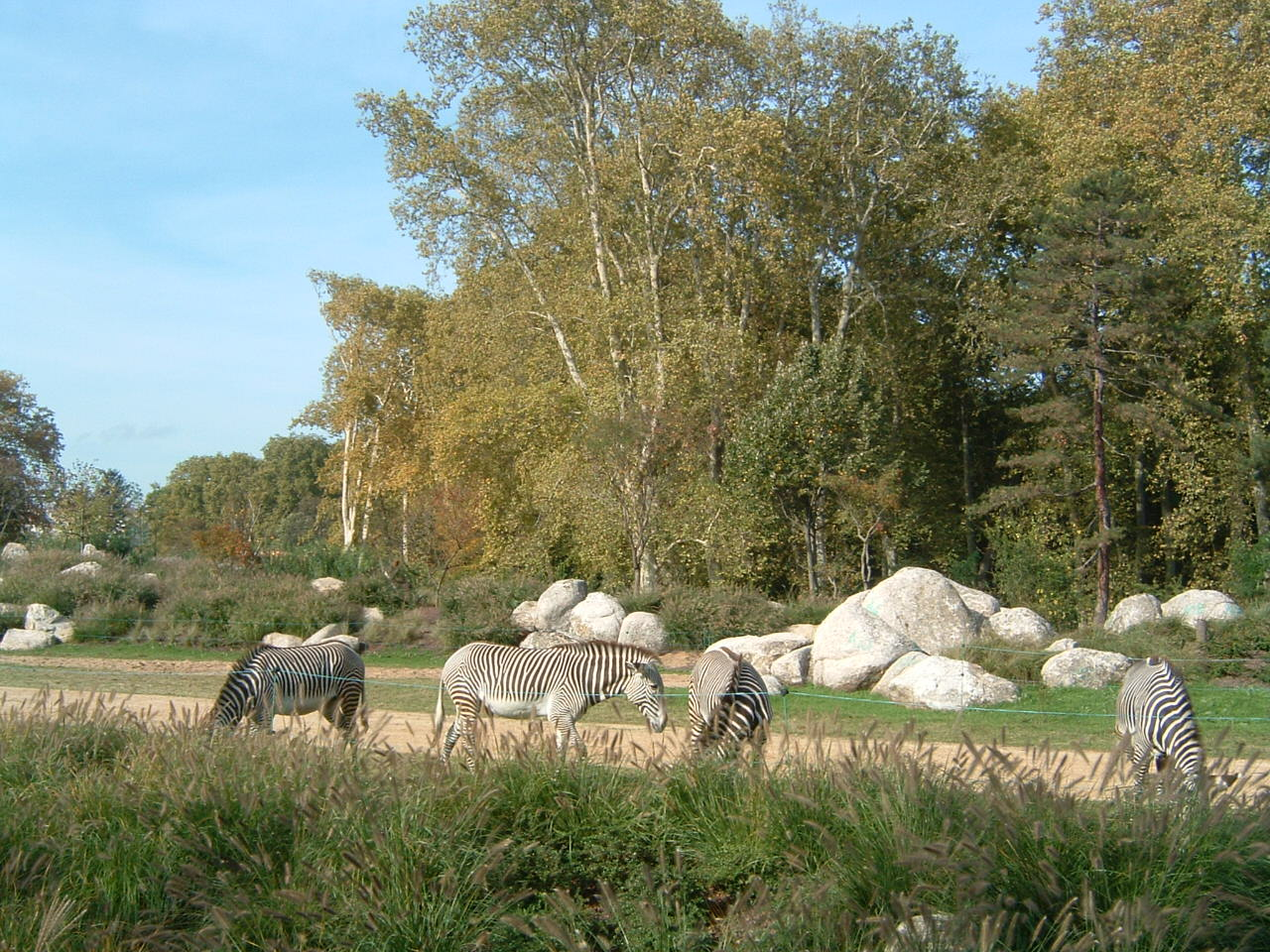
Cebras en las llanuras africanas.
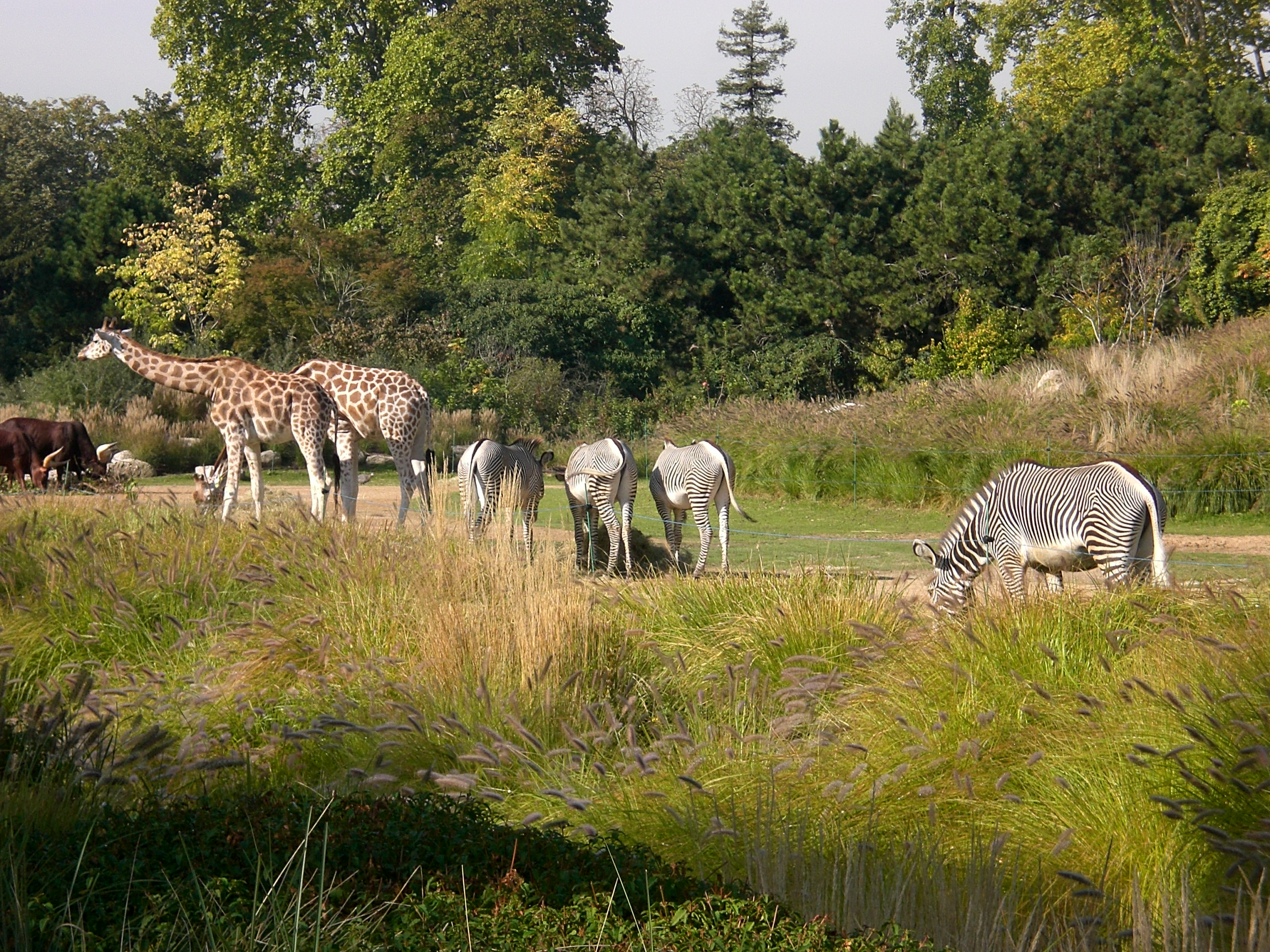
Cebras, jirafas y ganado.
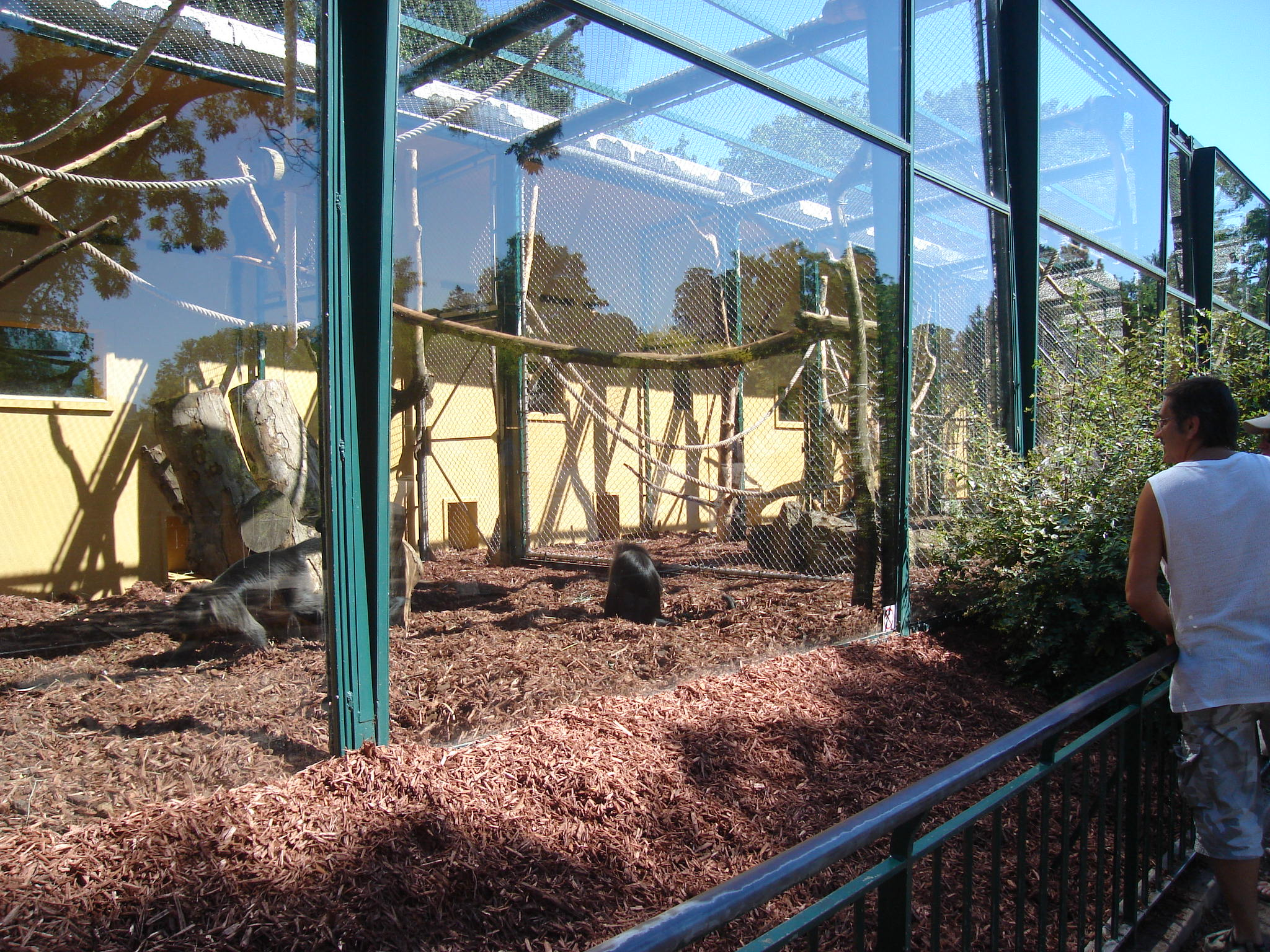
Parc de la Tête d'Or, el cerrado de monos.
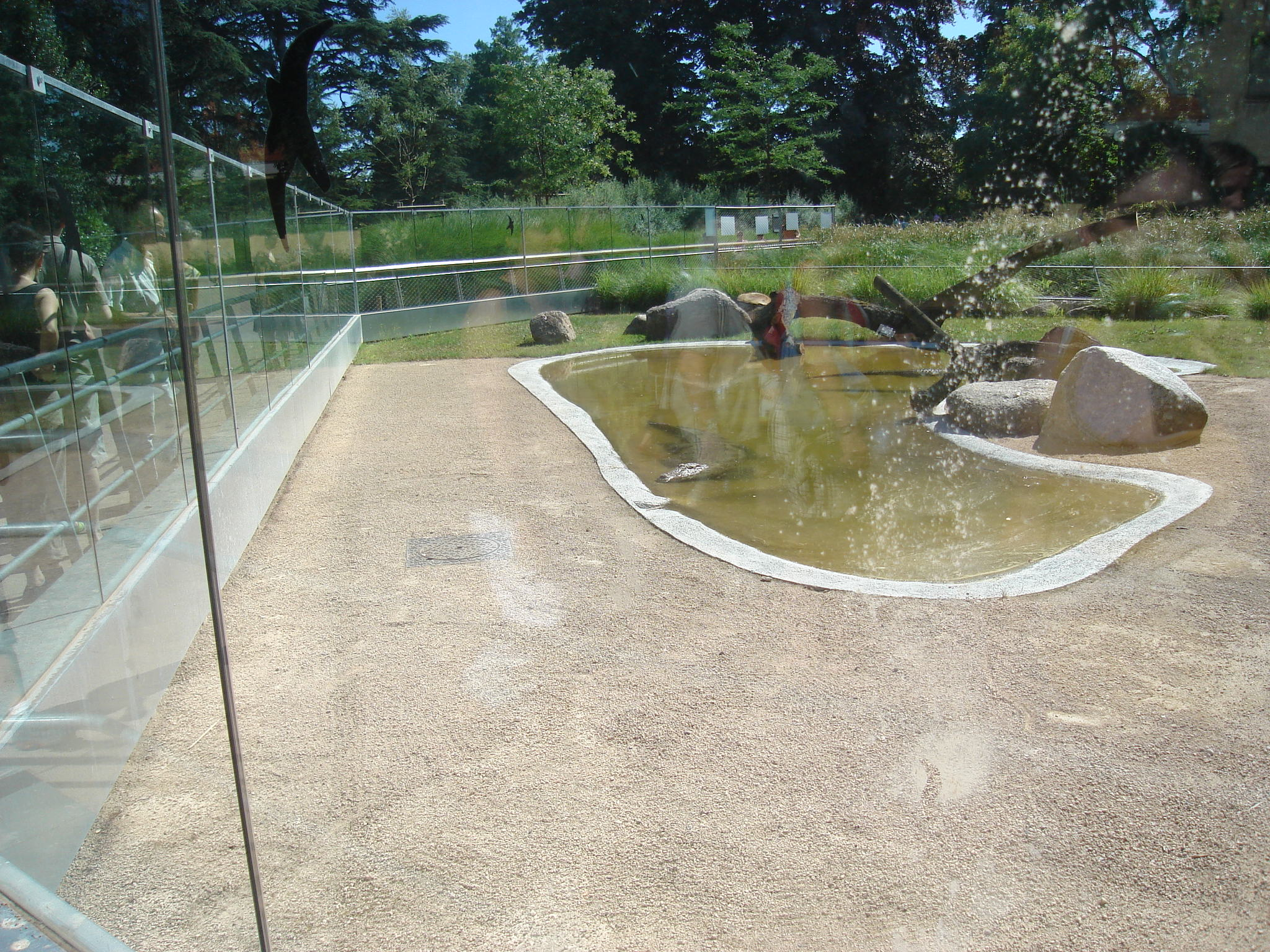
Parc de la Tête d'Or, los cocodrilos.
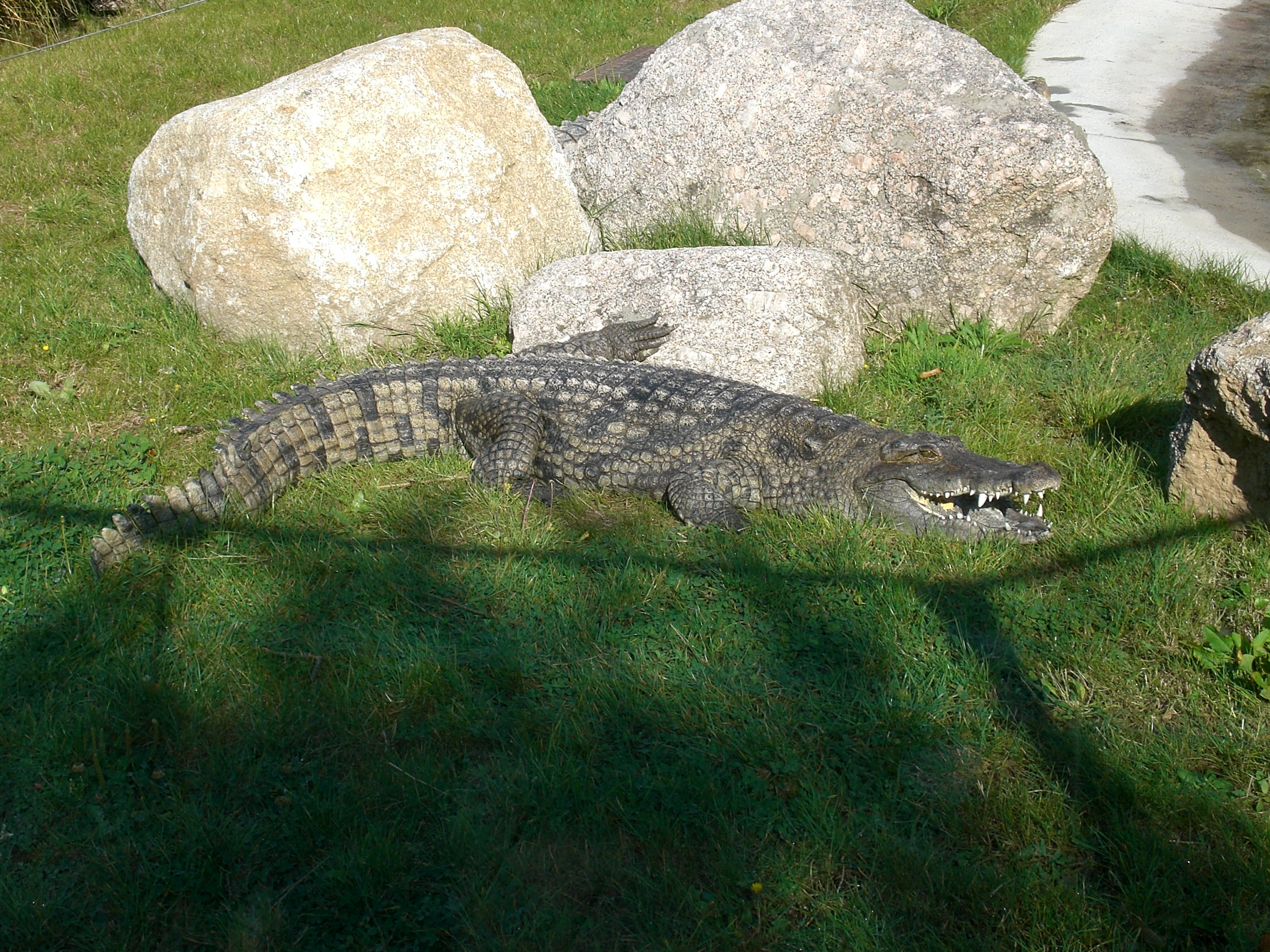
Cocodrilos en el zoológico.